# 참여와혁신
《참여와혁신》은  (주)레이버플러스가 발행하는 산업 및 노사관계 월간 전문지이다. 동일한 제호의 인터넷언론 사이트도 운영중이다. 2004년 7월 창간했다.